# Целинное (Денисовский район)
Целинное (каз. Целинный) — упразднённое село в Денисовском районе Костанайской области Казахстана. Входило в состав Денисовского сельского округа. Исключено из учётных данных в 2017 году. Код КАТО — 394049400.

## География
Находится примерно в 8 км к северо-западу от районного центра, села Денисовка.

## Население
В 1999 году население села составляло 167 человек (80 мужчин и 87 женщин). По данным переписи 2009 года, в селе проживал 91 человек (48 мужчин и 43 женщины).